# Chikara Fujimoto
Chikara Fujimoto (jap. 藤本 主税 Fujimoto Chikara; ur. 31 października 1977) – japoński piłkarz, reprezentant kraju.

## Kariera klubowa
Od 1996 do 2014 roku występował w klubach Avispa Fukuoka, Sanfrecce Hiroszima, Nagoya Grampus Eight, Vissel Kobe, Omiya Ardija i Roasso Kumamoto.

## Kariera reprezentacyjna
W reprezentacji Japonii zadebiutował w 2001. W sumie w reprezentacji wystąpił w 2 spotkaniach.

## Statystyki
| Reprezentacja Japonii | Reprezentacja Japonii | Reprezentacja Japonii |
| Rok                   | Mecze                 | Gole                  |
| --------------------- | --------------------- | --------------------- |
| 2001                  | 2                     | 0                     |
| Razem                 | 2                     | 0                     |